# Навроцько
Навроцько (пол. Nawrocko, нім. Liebenfelde) — село в Польщі, у гміні Мислібуж Мисліборського повіту Західнопоморського воєводства.
Населення — 434 особи (2011).
У 1975-1998 роках село належало до Гожовського воєводства.

## Демографія
Демографічна структура станом на 31 березня 2011 року:
|          | Загалом | Допрацездатний вік | Працездатний вік | Постпрацездатний вік |
| -------- | ------- | ------------------ | ---------------- | -------------------- |
| Чоловіки | 224     | 47                 | 161              | 16                   |
| Жінки    | 210     | 42                 | 128              | 40                   |
| Разом    | 434     | 89                 | 289              | 56                   |